# Molophilus bucerus
Molophilus bucerus là một loài ruồi trong họ Limoniidae. Chúng phân bố ở miền Australasia.